# Régulateur hors ligne
Un régulateur hors ligne ou régulateur offline, est un dispositif régulateur de tension ou de courant qui est conçu pour recevoir directement la puissance électrique obtenue par une prise de courant du réseau distribué.
La terminologie de ce circuit électronique n'a aucun lien avec les notions « en ligne et hors-ligne » utilisées en informatique, ni avec celle d'alimentation sans interruption capable d'alimenter une charge lorsque celle-ci est déconnectée du réseau de distribution électrique.
Un régulateur hors ligne peut être un circuit intégré pourvu de toutes les fonctionnalités nécessaires pour fournir une alimentation propre à un périphérique portable, ou peut aussi être utilisé comme partie d'une alimentation à découpage ou d'un Convertisseur DC-DC.

## Caractéristiques
Bien que la tension du courant alternatif fournie sur le réseau domestique soit couramment désigné avec une valeur de 230 V ou 120 V, il s'agit en fait de la valeur efficace de l'amplitude totale de la tension sinusoïdale, qui vaut donc ± 325 V pour le réseau 230 V et ± 169 V pour celui à 120 V respectivement.
À cela s'ajout le fait que les valeurs de 230 V et 120 V sont les valeurs nominales des tensions. Les valeurs réelles peuvent varier et être plus grandes ou plus petites que ces dernières. La plage de variation de ces tensions dépend des pays. Elle est en général définie par la famille des normes CEI 61000-x-xx.
Un régulateur hors ligne doit donc pouvoir supporter des variations, des pics, des augmentations ou baisses soudaines de la tension, etc. qui pourraient affecter le dispositif électronique.